# ペン画
ペン画（ペンが）とは、ペンを使用して表現した絵画の一様式。

## 概要
主に空想画・風景画が描かれることが多いが、過去においてはポルノグラフィがペン画で描かれたことがある。
質の低い用紙であっても印刷の際に明瞭に写し出されるので、雑誌の挿絵などの商業芸術によく用いられる。生物学におけるスケッチもこの方法が使われる。
基本的には黒インクとペンを使用して描く。ほかの描法としては、ペンと筆・ペンと水彩絵具のように複数の画材を併用したもの、黒地のうえに白インクで描いたものがある。また、色インク・クレヨンなどを使用して、色彩をもたせることもできる。
以前はペン先が割れたGペンとか丸ペン・スクールペンなどが主流であったが、最近はペン先が金属で筒状になったロットリング（メーカー名）製図ペン、またはペン先がプラスチックのミリペンと呼ばれている一定の線の太さ（0.1㍉0.2㍉0.3㍉・・・）が引けるものも多く使われている。
ペン先が金属の製図ペン（ロットリング）はケント紙が適しており、ペン先がプラスチックのミリペンには紙の表面がなめらかではない水彩紙や画用紙などがふさわしい。
黒インクを薄めて描いたり、消しゴムや砂消しゴムを使ってかすれた線にして表現することもある。また、万年筆を用いる画家も存在する。

## 著名な画家
- 伊藤彦造
- 池田学
- 大塚清六
- 佳山隆生
- 師岡正典
- 山下清
- 星野富弘
- 杉山八郎
- 杉山浩一
- オーブリー・ビアズリー
- ハリー・クラーク
- ロックウェル・ケント
- ジャネット・シャーク
- ウォルター・ジャーディン